# Заочеревинний простір
Заочеревинний простір (ретроперитонеальний простір, лат. spatium retroperitoneale) — анатомічна зона, що обмежена задньою частиною парієтальної очеревини та внутрішньоочеревинною фасцією, та розташована між діафрагмою та малим тазом.

## Структури
Анатомічі структури, що не вкриваються очеревиною називають ретроперитонеальними (екстраперитонеальними). Слід зазначити, що деякі органи частково вкриті очеревиною і в цьому випадку класифікуються як мезоперитонеальні (наприклад, підшлункова залоза).

### Органи видільної системи
- Наднирникові залози
- Нирки
- Сечоводи
- Сечовий міхур

### Судинні структури
- Черевний відділ аорти
- Нижня порожниста вена

### Органи травлення
- Стравохід (частково)
- Пряма кишка (ретроперитонеально лише нижня третина)
- Головка та тіло підшлункової залози
- Дванадцятипала кишка (крім верхньої частини, розташованої інтроперитонеально)[3]